# Bromelia karatas
Bromelia karatas är en gräsväxtart som beskrevs av Carl von Linné. Bromelia karatas ingår i släktet Bromelia och familjen Bromeliaceae. Inga underarter finns listade i Catalogue of Life.

## Bildgalleri

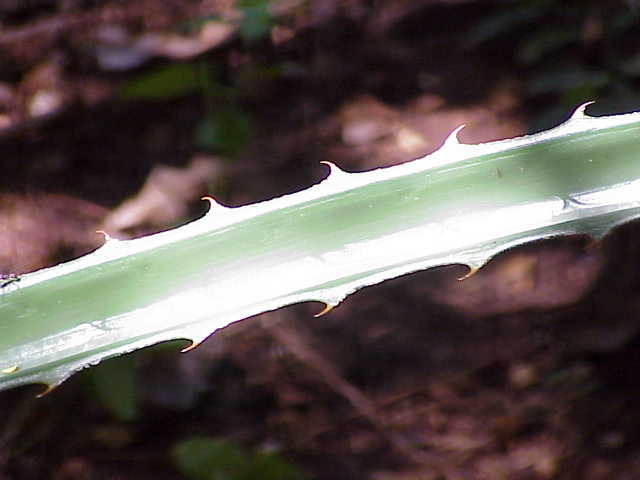
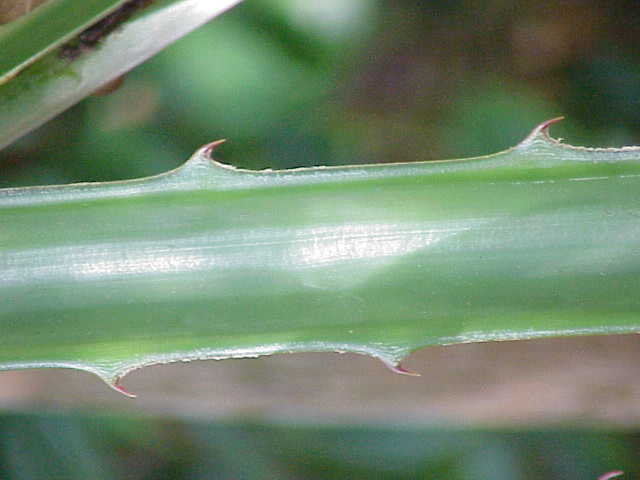
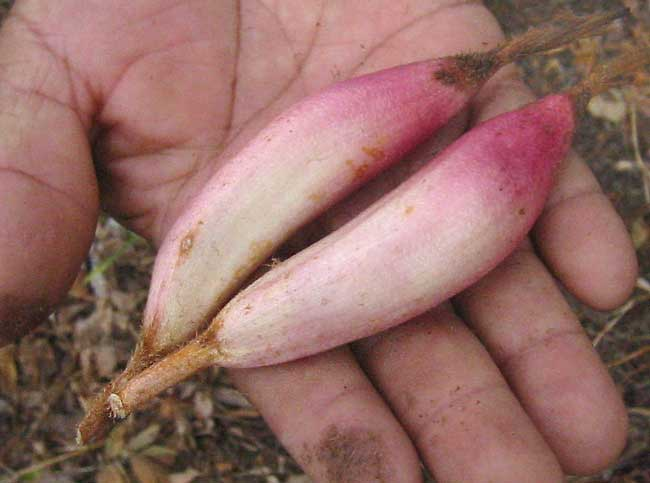